# Ian Burchnall
Ian David Burchnall (Leicester, 11 februari 1983) is een Engels voetbalcoach. 

## Carrière

### Begin
Burchnall coachte op zijn 22e het voetbalteam van de Universiteit van Leeds. Met dat team won hij in 2010 het kampioenschap tussen universiteiten. Burchnall deed ook trainerservaring op bij de jeugdacademies van Leeds United en Bradford City.

### Sarpsborg 08 FF
Toen Burchnall werd voorgesteld aan Brian Deane, vroeg de oud-speler van onder andere Sheffield United, Leeds United en Middlesbrough FC of hij zijn assistent wilde worden bij Sarpsborg 08 FF. In het seizoen 2013 eindigden ze met de club, die pas was teruggekeerd naar de Eliteserien, op de veertiende plek. De club moest hierdoor barragewedstrijden voor het behoud spelen tegen Ranheim IL, dat vierde was geëindigd in de 1. divisjon. De club won zowel de heen- en terugwedstrijd en verzekerde zich zo van een extra seizoen op het hoogste niveau. In het seizoen 2014 eindigde Sarpsborg op een comfortabelere achtste plaats.

### Viking FK
Toen Deane na zijn passage bij Sarpsborg terugkeerde naar Engeland, bleef Burchnall aan de slag in Noorwegen. In oktober 2014 tekende hij bij Viking FK, waar hij de assistent werd van hoofdtrainer Kjell Jonevret. Burchnall werkte twee seizoenen onder Jonevret, die Djurgårdens IF in 2005 naar de Zweedse dubbel had geloodst. Viking FK eindigde in de seizoenen 2015 en 2016 respectievelijk vijfde en achtste.
Na het vertrek van Jonevret in november 2016 werd Burchnall gepromoveerd tot hoofdtrainer van Viking FK. Een groot succes werd het niet: Viking begon met 0 op 12 en bleef het hele seizoen onderin meedraaien. In november 2017 werd Burchnall, die de club niet kon behoeden van de degradatie, dan ook ontslagen. Dit leidde uiteindelijk ook tot het ontslag van directeur Bård Wiggen, die zich de woede van de supporters op de hals haalde.

### Östersunds FK
Een halfjaar na zijn ontslag bij Viking FK ging Burchnall aan de slag bij de Zweedse eersteklasser Östersunds FK waar hij zijn naar Swansea City vertrokken landgenoot Graham Potter opvolgde. Östersunds had succesvolle jaren achter de rug: Potter had de club van het vierde naar het eerste niveau geleid, in 2017 de Zweedse voetbalbeker gewonnen en in het seizoen 2017/18 de knock-outfase van de Europa League bereikt. Onder leiding van Burchnall eindigde de club, die in de zomer van 2018 sleutelspelers als Saman Ghoddos en Ken Sema zag vertrekken naar respectievelijk Amiens SC en Watford FC, in het seizoen 2018 zesde in de Allsvenskan. In zijn eerste volledige seizoen parkeerde hij de club op een dertiende plaats in de hoogste Zweedse divisie.
Burchnall begon nog aan het seizoen 2020, maar vertrok in juli 2020 omdat hij en Östersunds verschillende opvattingen hadden over de toekomstige richting van de club.

### Notts County
In maart 2021 ging Burchnall aan de slag als hoofdtrainer van Notts County, dat op dat moment actief was in de National League. Op 27 maart 2021 debuteerde hij tegen Hornchurch FC in de halve finale van de FA Trophy, een confrontatie die Notts County na strafschoppen verloor. In de competitie verloor hij op 30 maart 2021 een inhaalwedstrijd tegen Aldershot Town, waarna hij 6 op 6 pakte tegen Wrexham AFC en Woking FC. Na een 2 op 15 leek Notts County een kruis te mogen gaan maken over de promotie-playoffs, maar van zijn laatste zeven competitiewedstrijden won Notts County er vijf, waardoor de club uiteindelijk nog vijfde eindigde in de reguliere competitie. In de promotie-playoffs nam Notts County in de kwartfinale afstand van Chesterfield FC, maar in de halve finale was vicekampioen Torquay United na verlengingen te sterk voor The Magpies.
Het seizoen 2021/22 begon goed voor Notts County: de club won op de openingsspeeldag met 0-5 van Barnet FC en bleef tot 25 september 2021 ongeslagen. Op die dag begon Notts County wel aan een negatieve reeks van 0 op 9. Notts County zakte na die derde opeenvolgende nederlaag even uit de top zeven, die recht geeft op de promotie-playoffs, maar herpakte zich gauw en bleef vervolgens een heel seizoen in de running voor de play-offs. De club eindigde uiteindelijk, net als in het seizoen daarvoor, op een vijfde plaats. In de play-offs beet Notts County ditmaal reeds in de kwartfinale tegen Grimsby Town in het zand, opnieuw na verlengingen. In de bekercompetities deed Notts County dat seizoen niets noemenswaardigs: in de FA Cup werd de club al in de eerste ronde gewipt door Rochdale AFC, in de FA Trophy was Wrexham AFC in de kwartfinale te sterk.

### Forest Green Rovers
In mei 2022 maakte Burchnall de overstap van Notts County naar Forest Green Rovers, dat iets meer dan een maand eerder voor het eerst in zijn geschiedenis naar de League One was gepromoveerd. De club debuteerde in de League One met een 1-2-zege bij Bristol Rovers, maar kwam in september 2022 in de degradatiezone terecht. Daar raakten Burchnall en co nooit uit, waarna de Engelsman in januari 2023 ontslagen werd. Ook onder Burchnalls opvolger Duncan Ferguson slaagde "de groenste club ter wereld" er niet in om het behoud in de League One te verzekeren.

### RSC Anderlecht
In maart 2023 werd Burchnall assistent-coach van Brian Riemer bij RSC Anderlecht. Kort na zijn komst plaatste Anderlecht zich voor de kwartfinale van de Conference League. Drie dagen na de uitschakeling door AZ in de kwartfinale verloor Anderlecht zijn slotwedstrijd in de reguliere competitie, waardoor de club niet alleen naast de Europe Play-offs greep, maar ook op een historisch lage elfde plaats eindigde – de laatste keer dat Anderlecht zo laag eindigde was in het seizoen 1936/37, toen er weliswaar slechts veertien clubs op het hoogste niveau speelden.
Tijdens de voorbereiding op het seizoen 2023/24 bleef Burchnall aan boord bij Anderlecht, in tegenstelling tot zijn Nederlandse collega Robin Veldman. Maakte Burchnall een dikke maand na zijn intrede nog de historisch lage eindklassering van Anderlecht mee, dan zag hij zijn werkgever eind augustus ook voor het eerst sinds 2018 aan de leiding van de Jupiler Pro League komen, weliswaar met een wedstrijd meer gespeeld dan eerste achtervolgers Club Brugge en KAA Gent. Kort daarop raakte bekend dat Burchnall per direct de overstap maakte naar Wolverhampton Wanderers.

### Wolverhampton Wanderers
Op 4 september 2023 kondigde Wolverhampton Wanderers aan dat Burchnall de trainersstaf van hoofdtrainer Gary O'Neil kwam versterken.
1 Sá ·
2 Doherty ·
3 Aït-Nouri ·
4 Bueno ·
6 Traoré ·
6 André ·
8 J. Gomes ·
9 Strand Larsen ·
11 Hwang ·
12 Cunha ·
14 Mosquera ·
15 Dawson ·
18 Kalajdžić ·
19 R. Gomes ·
20 Doyle ·
21 Sarabia ·
22 Semedo ·
24 T. Gomes ·
25 Bentley ·
27 Bellegarde ·
29 Guedes ·
30 González ·
31 Johnstone ·
33 Meupiyou ·
34 Djiga ·
37 Lima ·
39 Cundle ·
40 King ·
Coach: Pereira